# Siphocampylus microstoma
Siphocampylus microstoma là loài thực vật có hoa trong họ Hoa chuông. Loài này được Hook. miêu tả khoa học đầu tiên năm 1847.